# Apele Vii
Apele Vii là một xã thuộc hạt Dolj, România. Dân số thời điểm năm 2002 là 2491 người.